# Alexandra Ramm-Pfemfert
Alexandra Ramm-Pfemfert (née Stera Chaja Gilelewna Ramm) née le 31 janvier 1883 (12 février dans le calendrier grégorien) à Starodoub, dans l'Empire russe et morte le 17 janvier 1963 à Berlin-Ouest, est une traductrice, journaliste et galeriste allemande et russe. À partir de 1901, elle vit à Berlin où elle fréquente les cercles de gauche, collabore au journal Die Aktion et ouvre une librairie-galerie d'art. Elle est connue pour ses nombreuses traductions du russe vers l'allemand et, notamment les œuvres de Léon Trotsky dont elle est proche. À partir de 1936, elle vit en exil, dans des conditions difficiles avent de revenir en Allemagne en 1955.

## Biographie

### Enfance en Russie
Alexandra Ramm, ou Stera Chaja Gilelewna Ramm, est née le 12 février 1883 à Starodub. Elle est la cinquième d'une famille juive orthodoxe de neuf enfants. Son père Guilèle Zalmanov Ramsia dirige une entreprise commerciale tandis que la mère, Serafima Ramm est femme au foyer. Starodub, ville située à environ 400 kilomètres au sud-ouest de Moscou, appartient à une zone de résidence de Juifs, qui y vivent presque complètement isolés du reste de la population. Ses frères et sœurs aînés s'étant rebellés très tôt contre les positions religieuses conservatrices de leur père, Alexandra Ramm est autorisée à fréquenter le lycée pour filles local, où elle obtient son diplôme d'études secondaires,,.
À l’âge de 18 ans, elle quitte le domicile familial.

### Vie en Allemagne
Alexandra Ramm arrive à Berlin au début de 1901. Elle suit des cours de philologie à l'Université Friedrich Wilhelm de Berlin en tant qu'étudiante.
Elle rencontre Franz Pfemfert au Café des Westens en 1903, et l'épouse à Wilmersdorf en 1911. Les deux partagent une même sensibilité intransigeante, un rigorisme éthique radical et anti-autoritaire,,.

#### Die Aktion
En 1911, Franz Pfemfert fonde la revue Die Aktion, dont le siège éditorial est l'appartement des Pfemfert, Nassauische Straße 17 à Berlin-Wilmersdorf. Die Aktion devient très vite le porte-parole des principaux artistes et écrivains expressionnistes.
L'écrivain Carl Einstein époux de Maria Ramm, la sœur d'Alexandra, participe également au journal.
Alexandra Ramm-Pfemfert collabore activement à la revue avec des critiques littéraires, des textes théoriques et des traductions de textes littéraires et politiques du russe vers l'allemand. Elle organise les lectures ainsi que des bals pour contribuer au financement du magazine.
Le 1er novembre 1917, Alexandra Ramm-Pfemfert ouvre l'Aktions-Buch- und Kunsthandlung (librairie et galerie d'art Aktion) au Kaiserallee 222 (aujourd'hui Bundesallee), qui existe jusqu'en 1927. De 1917 à 1918, le magasin accueille également des expositions d'œuvres, notamment de Karl Schmidt-Rottluff et Egon Schiele. La librairie devient vite un lieu de rencontre pour une élite intellectuelle.
Die Aktion traite également de questions politiques. Un numéro spécial est notamment consacré à Rosa Luxemburg lorsqu'elle est condamnée en février 1914 pour ses propos antimilitaristes. De même la librairie vend les œuvres d'anarchistes ou de socialistes comme Mikhaïl Bakounine, Pierre Kropotkine, Karl Marx, August Bebel, Franz Mehring, Vladimir Ilitch Lénine ou Rosa Luxemburg. Le journal publie également des textes de Leon Trotsky traduits par Alexandra Ramm-Pfeffert, marquant ainsi leur soutien au communiste fortement critiqué alors en Allemagne.
Après la fin de la Première Guerre mondiale, les Pfemfert soutiennent la Ligue Spartacus, ce qui leur vaut de subir plusieurs perquisitions et d'être arrêtés pendant quelques jours le 15 janvier 1919, jour de l'assassinat de Rosa Luxemburg et Karl Liebknecht. Leur appartement est saccagé.

#### Relation avec Léon Trotsky
À partir de 1920, Alexandra Ramm-Pfemfert travaille à plusieurs reprises comme traductrice du russe pour divers éditeurs, traduisant des romans, des essais et des textes politiques vers l'allemand.
Lorsque Léon Trotsky manifeste auprès de l'éditeur S. Fischer Verlag son intention d'écrire son autobiographie, en 1929, Alexandra Ramm-Pfemfert le contacte et exprime son souhait de traduire ce texte en allemand. Elle parvient à le convaincre et, dans sa lancée, traduit aussi d'autres textes comme L'Histoire de la révolution russe et La Révolution permanente et, bien sûr, son autobiographie Ma vie.
Elle devient ainsi une des traductrice principales de Léon Trotsky, sous le nom de Alexandra Ramm et aussi son agente littéraire en Occident. Elle ne le rencontrera jamais personnellement mais ils entretiennent une abondante correspondance dans laquelle ils abordent de nombreuses questions politiques et sociales. Ils échangent abondamment au sujet des textes et des traductions,.
Dans la préface de la version allemande de Ma vie, en 1930, il écrit « Je tiens à souligner qu'Alexandra Ramm n'a pas seulement été la traductrice de l'original russe, mais qu'elle a également assuré en permanence le sort du livre. Je tiens ici à offrir mes sincères remerciements. ».
Au-delà de son travail de traductrice, Alexandra Ramm-Pfemfert apporte son soutien à Léon Trotsky : elle lui fait parvenir des journaux et des livres quand il est en exil en Turquie, sert d'adresse de couverture pour la correspondance, par laquelle transitent des lettres de Sibérie, et établit des contacts avec ses partisans. Elle assure aussi la gestion financière des droits d'auteurs de Trotsky.
En 1931, avec son mari, elle obtient un visa pour le fils de Trotsky, Lev Sedov, pour qu'il fasse soigner ses yeux à Berlin. Elle organise aussi les funérailles de sa fille Zinaida L. Wolkowa qui se suicide le 5 janvier 1933 à Berlin où elle est venue soigner une tuberculose pulmonaire ainsi que de graves problèmes psychologiques. Le 12 janvier 1933, Léon Trotsky écrit une lettre, traduite par Alexandra Ramm-Pfemfert et transmise à la presse, accusant le Parti communiste et Staline d'avoir conduit sa fille à la mort.
Cependant et malgré les affirmations contraires du Parti communiste d'Allemagne et de la presse soviétique, le couple Pfemfert n'a jamais été trotskyste. Leurs lettres et celles de leurs proches montrent leur volonté de se tenir à l'écart du Leninbund.
En 1924, Alexandra Ramm traduit Schokolade d'Alexandre Tarasov-Rodionov (en) mais l'auteur, peut-être inquiet de la réputation de la traductrice de Trotsky, crée une polémique en l'accusant d'avoir déformé sa nouvelle pour en faire une « arme contre-révolutionnaire ». Il s'avère que la traduction était basée sur le texte de 1922, modifié ensuite par l'auteur en 1925.

### L'exil
Après l'arrivée au pouvoir des nazis, Alexandra Ramm est en danger à plusieurs titres : comme juive et de gauche et ses traductions d’œuvres de Trotsky sont interdites ou font l'objet d'autodafés. Elle fuit Berlin précipitamment avec son mari pour Karlsbad en Tchécoslovaquie. Avant cela, ils mettent en sécurité un coffre contenant des lettres de Lénine, son testament et divers documents liés à Trotsky. Leur bibliothèque, les archives et la correspondance de l’Aktionverlag, sont saisies par les nazis,,.
Franz Pfemfert, qui a déjà travaillé comme photographe portraitiste à Berlin, ouvre un studio photo à Karlsbad. Pendant ce temps, Alexandra Ramm-Pfemfert continue à travailler sur des traductions du russe, notamment Tsushima d'Alexei S. Novikov-Priboy, publié en 1935 et deux textes de Trotsky publiés dans des journaux de Prague. Cependant, leur existence en Tchécoslovaquie est constamment menacée, non seulement parce qu'ils dépendent du soutien financier de leurs amis, mais aussi parce qu'ils sont politiquement et socialement isolés : les communistes du parti leur sont hostiles en raison de leurs critiques du procès-spectacle de Moscou de 1936. Ainsi, en octobre 1936, ils se rendent à Paris.
Ils vivent à Paris d'octobre 1936 à septembre 1940. Ils y retrouvent des proches d'Alexandra Ramm-Pfemfert ainsi que des connaissances de leur séjour à Berlin, comme Thea Sternheim, Franz Jung, Carl Einstein et Lev Sedov. Franz Pfemfert ouvre à nouveau un studio photo et Alexandra Ramm publie la traduction Stalins Verbrechen de Léon Trotsky en 1937 chez l'éditeur Jean-Christophe à Zurich. A cette époque, ils ne sont que peu actifs politiquement - et seulement en secret - parce que, d'une part, le gouvernement français réprime les déclarations politiques des émigrés et, d'autre part, par crainte des agents des services secrets soviétiques du GPU. Leur ami Kurt Landau est d'ailleurs assassiné par des agents soviétiques pendant cette période et le fils de Trotsky, Lev Sedov, meurt dans des circonstances mystérieuses.
Après le déclenchement de la Seconde Guerre mondiale, les Pfemfert sont d'abord internés à Paris comme « étrangers ennemis », puis séparés et déportés dans des camps du sud de la France - Alexandra Ramm-Pfemfert au camp de Gurs, près de Pau. Cependant, avec d'autres réfugiées, dont Lise Fittko, elle réussit à s'échapper. Après avoir erré pendant plusieurs semaines dans le sud de la France, elle retrouve finalement Franz Pfemfert à Perpignan, d'où ils se rendent à Marseille. Après une longue lutte pour obtenir les documents nécessaires, les Pfemfert réussissent finalement à voyager via Lisbonne jusqu'à New York et, de là, au Mexique, où ils arrivent au printemps 1941, quelques mois après le meurtre de Léon Trotsky,. Ils auraient souhaité rester aux États-Unis mais le visa leur est refusé bien qu'Albert Einstein se soit porté garant de leur bonne réputation et qu'un industriel américain soit prêt à les soutenir financièrement.
À Mexico, les Pfemfert sont très isolés. Âgés respectivement de 57 et 62 ans, ils se trouvent dans un pays inconnu dont ils ne parlent pas la langue, n'ont pas d'argent et pratiquement aucune connaissance. Seule Natalia Ivanovna Sedova, la veuve de Trotsky, les soutient et est en contact permanent avec eux.
Franz Pfemfert ouvre un nouveau studio photo à Mexico, mais cette activité ne leur permet pas de subvenir à leurs besoins. Ils sont surtout dépendants de dons de tiers et des aides de l'International Rescue Committee. En 1954, Franz Pfemfert meurt d'un cancer du foie. Après sa mort, Alexandra Ramm-Pfemfert souffre d'une dépression nerveuse et a besoin de soins pendant un certain temps,.

### Retour en Allemagne et fin de vie
Au début de 1955, après 22 années en exil, Alexandra Ramm-Pfemfert retourne en Europe et s'installe à Berlin-Ouest auprès de sa sœur Maria qui a survécu, dans la clandestinité, à la guerre et aux persécutions contre les juifs. L'appartement de sa sœur, situé au 23 Laubenheimer Straße à Berlin-Wilmersdorf, devient son dernier lieu de résidence.
Au cours de ses dernières années, elle est en contact avec Karl Otten, un ancien employé de Die Aktion, qui édite en 1957 une anthologie expressionniste "Hunger und Aufbruch" qui regroupe des poètes largement oubliés de Die Aktion. Elle soutient également Paul Raabe dans la publication d'une réimpression des premiers volumes de Die Aktion, parus en 1961.
En 1961, Alexandra Ramm-Pfemfert est également atteinte d'un cancer. Après plusieurs traitements, elle décède d'une pneumonie le 17 janvier 1963 à l'hôpital Westend de Berlin-Westend. Son urne funéraire est enterrée le 23 janvier 1963 dans le Cimetière juif de la Heerstrasse (de) à Berlin-Charlottenbourg. Sa sœur Maria fait inscrire sur sa pierre tombale le nom de son mari Franz Pfemfert, enterré au Mexique.
Alexandra Ramm-Pfemfert a détruit ses archives personnelles avant sa mort mais a réuni certains souvenirs dans Gründung der Aktion in Expressionnismus. Aufzeichnungen und Errinerungen der Zeitgenossen, publié par Paul Raabe, Olten et Freiburg .
« Elle détestait toute autorité, que ce soit celle du professeur, de ses frères et sœurs aînés ou du Bon Dieu (sa sœur Nadja) »

## Traductions
- (de) Mohamed Aischin, Die Freiheitsbewegung in der Türkei, Berlin, 1909
- (de) Elena A. Nagrodskaja, Kreuzweg der Leidenschaft, Leipzig, Berlin, 1912
- (de) Die bronzene Tür, Berlin, Leipzig, 1912
- (de) Sawaty, Das Buch in Saffian. Die Chronik des Dorfes Ljagawoje, Berlin, Verlag der Wochenschrift DIE AKTION, 1919
- (de) Alexandre Bogdanov, Die Wissenschaft und die Arbeiterklasse, Berlin, Die Aktion, 1920
- (de) Alexandre Tarassoff-Rodionoff, Schokolade. Eine Erzählung, Berlin, 1924
- (de) Vassili Rozanov, Dostojewski und seine Legende vom Großinquisitor, Berlin, Razum-Verlag, 1924
- (de) Antoni W. Nemilow, Die biologische Tragödie der Frau, Berlin, Engel, 1925
- (de) Mikhaïl Pokrovski, Geschichte Russlands. Von seiner Entstehung bis zur neuesten Zeit, Leipzig, Hirschfeld, 1929
- (de) Anna A. Karawajewa, Fabrik im Walde, Berlin, Verlag der Jugendinternationale, 1930
- (de) Léon Trotsky, Mein Leben. Versuch einer Autobiographie. Berlin 1930, Berlin, S. Fischer, 1930, 569 p.
- (de) Léon Trotsky, Die permanente Revolution, Berlin, Verlag der Zeitschrift Die Aktion, 1930
- (de) Léon Trotsky, Wer leitet heute die Kommunistische Internationale?, Berlin, Verlag der Aktion, 1930
- (de) Léon Trotsky, Probleme der Entwicklung der UdSSR, Berlin, 1931
- (de) Léon Trotsky, Die spanische Revolution und die drohenden Gefahren, Berlin, Anton Grylewicz, 1931
- (de) Léon Trotsky, Geschichte der russischen Revolution (2 vol.), Berlin, S. Fischer, 1931-1933
- (de) Stalins Verbrechen, Zurich, Jean-Christophe, 1937
- (de) Alexeï Novikov-Priboï, Tsushima, Zurich, Prague, Büchergilde Gutenberg, 1935
- (de) Vladimir Arseniev
, Dersu Usala. Abenteuer in den Steppen Asiens, Zurich, 1946